# Juan Manuel Guilera
Juan Manuel Guilera (Buenos Aires, 6 de Abril de 1986) é um ator argentino.

## Telenovelas
- Niní (2009/2010)[1] - Martín Parker
- Patito Feo (2007/2008)[1] - Gonzalo
- El Refugio (de los sueños) (2006) - Agustín
- Rebelde Way (2002/2003)[1] - Juan
- Kachorra (2002) - Leon
- Verano Del '98 (1999/2000) - Sebas
- Rebelde Rivais  (2000/2013) - Diego